# مشکان (نی‌ریز)
مشکان شهری که مرکز بخش مشکان شهرستان نی‌ریز در استان فارس ایران است.

## جمعیت
مشکان در سرشماری نفوس و مسکن سال ۱۳۹۵ جمعیتی برابر با ۶٬۶۱۷ تن داشت.

## پیشینه
در منابع جغرافیایی و تاریخی سده‌های سوم تا هشتم هجری قمری از روستایی با نامهای «ماسکانات»، «ماشکانات»، «مسکانات»، «مشکانات»، «میسکانان» و «میشکانات» یاد شده‌است.
اطلاعات داده شده مربوط به یک مکان است و تقریباً با مشکان کنونی مطابقت دارد. نخستین منبع المسالک و الممالک است که تحت عنوان «میسکانان»، از آن یاد کرده و آن را در هشت فرسنگی صاهک [احتمالاً چاهک] گفته‌است. اصطخری آن را مشکان با مسجد منبردار و از شهرهای جَوْبَرَقان خوانده‌است.
در صوره الارض، حدود العالم و احسن التقاسیم به نام‌های «ماشکانات»، «مشکانات» و «مسکانات» آمده و از شهرهای دارابگرد دانسته شده‌است.
ابن بلخی تحت عنوان «میشکانات» گفته‌است: «ناحیتی است از نیریز و سبیل آن سبیل نیریز است در همه احوال و به روایتی چنان است کی خیره و نیریز هم از کوه دارابجرد است.»
لسترنج با توجه به عبارت آخر ابن‌بلخی، پنداشته که ابن‌بلخی میشکانات را همان خیر دانسته‌است.
در معجم‌البلدان از مکانی با عنوانِ «ماسکنات» در فارس یاد شده که به احتمال منظور مشکان است.
مطالبی را که زرکوب شیرازی در شیرازنامه و حمدالله مستوفی در نزهه‌القلوب دربارهٔ آن آورده‌اند، نشان از اهمیت و آبادانی آن در سده هشتم هجری قمری دارد. به گفته زرکوب شیرازی: «میشکانات هم از کوره دارابجرد است، ولایت و صوبی معمور به‌غایت آبادان و نعمت در او ارزان و فراوان امراء و اشراف، احشام در آن نواحی اختیار مقام داشتندی و هر سال مدتی بدان صوب میل کردندی.»
حمداللّه مستوفی نیز آن را «ناحیتی معمور» و از توابع نیریز خوانده که در «آب و هوا و حاصل مانند آن» نیست.

## محدوده جغرافیایی
محدوده جغرافیایی آن بدین شرح می‌باشد: در مسیر در دست ساخت بزرگراه مهریز به نی‌ریز مسیر اتصال شرق فارس به یزد و شمال آن به شهرستان خاتم استان یزد - از شرق به شهرستان شهر بابک در استان کرمان - از غرب به شهرستان بختگان در استان فارس و از جنوب به شهرستان نی ریز.
این شهر در فاصله ۳۰۳ کیلومتری یزد، ۳۰۷ کیلومتری کرمان و ۳۰۵ کیلومتری شیراز قرار دارد. شهر مشکان در ۶۳ کیلومتری نی‌ریز قرار دارد.
ارتفاع متوسط شهر مشکان از سطح دریا ۲۲۰۰ متر با آب و هوای سرد و کوهستانی است.

## جاذبه‌های گردشگری
مشکان دارای تفرجگاه‌های زیادی همچون دریاچه سد گنوی مشکان در ۱۵ کیلومتری جاده مشکان به نی ریز پایین دست چشمه سفیدار واقع شده‌است نوع سد خاکی ارتفاع آن ۶۷ متر و طول دهانه آن ۲۰۰ متر و وسعتی حدود ۱۶۰ هکتار دارا می‌باشد. آب پشت آن کاملاً شیرین و از چشمه گنو تأمین می‌گردد و تعدادی گونه‌های ماهی آب شیرین در این دریاچه زیست می‌کنند.
- دشت لاله‌های واژگون مشکان

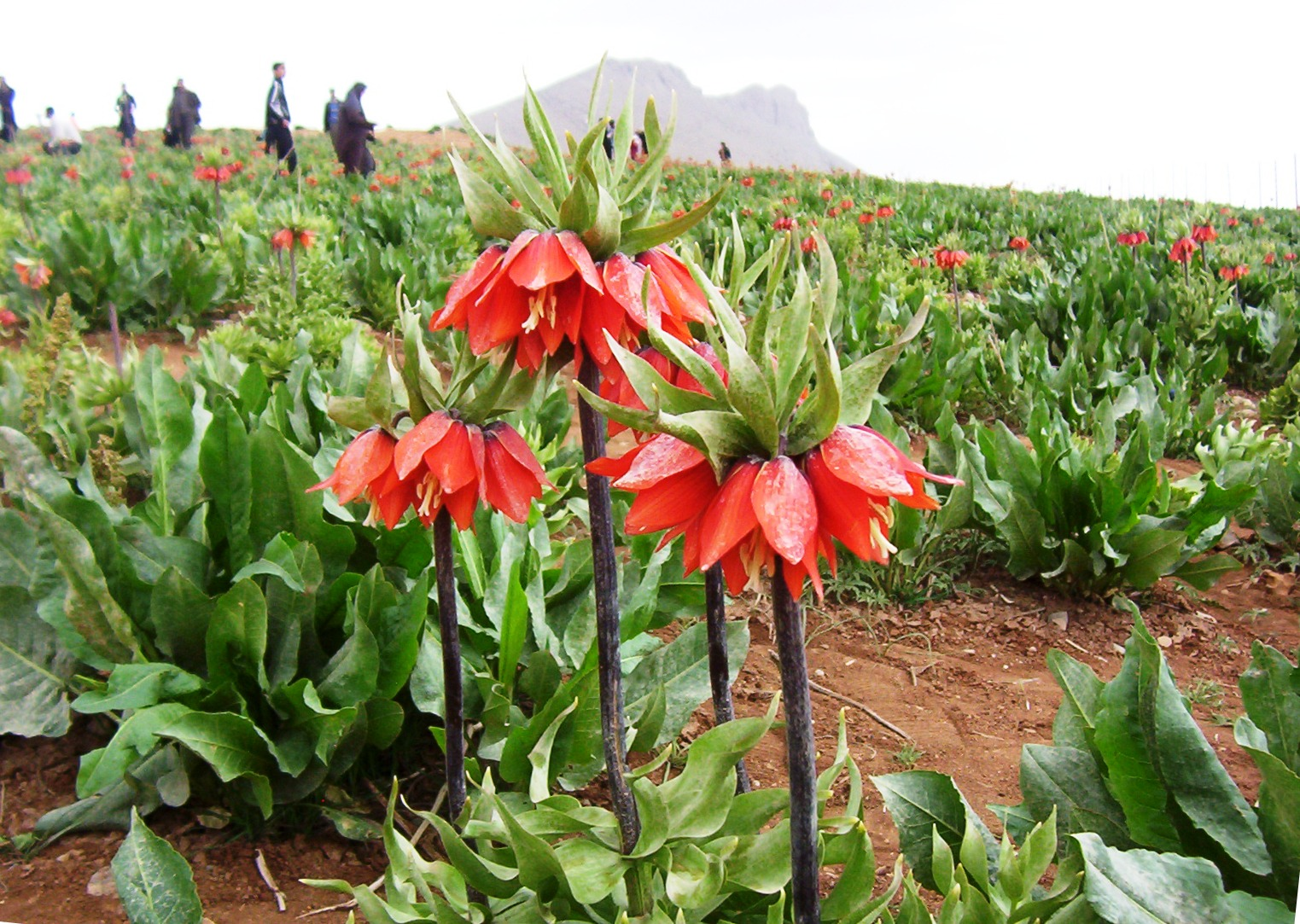

لاله واژگون به عنوان گیاهی که تنها رویشگاه آن در جهان ایران می‌باشد توسط سازمان محیط زیست به عنوان اثر طبیعی ملی نام گرفته‌است و در ایران در چند نقطه گزارش رویش داشته‌است از جمله مشکان که در ۱۰کیلومتری غرب این شهر در منطقه جاشترگ واقع است فصل رویش این گونه نادر اواخر فروردین تا اواسط اردیبهشت ماه است.
- دیگر مناطق گردشگری شامل سرسبز- لاهور - کوربولو - جاماسب حکیم - کهتویه - معدن - کشوری - جنگل‌ قرجه[۷] دهوسیاه
- کشوری (عامیانه گوشوری)
- و… است.

## محصولات کشاورزی و صنایع دستی
از محصولات عمده کشاورزی مشکان می‌توان به: زعفران- آنغوزه- گردو - بادام - انگور - زرد آلو - به - آلوبخارا - انجیر و… نام برد. 
درسال ۹۸ رستگار مسئول مرکز جهاد کشاورزی مشکان اظهار کرد: برداشت میوه بِه از ۱۱۰ هکتار از باغات مشکان آغاز شده است. و این شهر از قطب‌های تولید به در کشور است ‌
او،  میانگین برداشت در هر هکتار را ۴۰ تن اعلام کرد و افزود: پیش بینی می‌شود حدود ۴ هزار و ۴۰۰ تن محصول برداشت و روانه بازار شود.
محصول تولیدی علاوه بر تامین نیاز شهرستان نی ریز به میادین میوه و تره بار تهران و اصفهان ارسال می‌شود همچنین ۲۰۳ بهره‌بردار زردآلو محصول از ۲۰۵ هکتار باغ زردآلو هستند حدود هزار و ۴۰۰ تن زردآلو روانه بازار مصرف می شود. و سالانه حدود ۲۹۰ کیلوگرم زعفران از مزارع این منطقه برداشته می شود

از صنایع دستی نیز می‌توان به ساخت و تولید؛، مصنوعات چوب، چاقو و بافت گیوه و انواع کفش اشاره کرد. همچنین گلیم مشکان در سال ۹۵ به شماره ۱۳۱۳ در فهرست میراث ملی ایران ثبت شد.

## آب و هوا
از نظر آب و هوایی منطقه ای سرد و خشک است. در فصل بهار و تابستان از حیث گرما مطلوب بوده و به دلیل ارتفاع بالاتر و شرایط کوهستانی نسبت به مناطق مجاور خود از هوای به جد خنک تری بهره‌مند است و بیشینه دما در گرم‌ترین روزهای تابستان زیر ۳۵ درجه قرار دارد. همچنین از آنجا که کارخانه یا تأسیسات صنعتی در این منطقه وجود ندارد از نظر کیفیت هوا در سطح فوق‌العاده مناسبی قرار دارد. بارندگی عمدتاً در فصول پاییز و زمستان اتفاق افتاده و می‌توان بارش برف را نیز برای این منطقه متصور بود. میانگین بارش سالیانه از ۱۲۰ تا ۲۵۰ میلی لیتر متغیر بوده و از نظر ذخایر آب زیرزمینی در شرایط مطلوبی قرار دارد. آب مصرفی از پاکیزگی بالایی برخوردار بوده و جزو خوش طعم‌ترین و سالم‌ترین آب‌های زیرزمینی ایران محسوب می‌شود.